# Turó de les Tres Creus
El Turó de les Tres Creus és una muntanya de 796 metres que es troba entre els municipis de Castellfollit del Boix i de Rajadell, a la comarca catalana del Bages. És un cim emblemàtic des del qual es gaudeixen de bones vistes.